# Улица Маршала Савицкого
У́лица Ма́ршала Сави́цкого — улица в районе Щербинка Новомосковского административного округа города Москвы.

## Расположение
Улица берёт начало от Варшавского шоссе и заканчивается на улице Брусилова, около границы с Московской областью.

## Происхождение названия
Улица названа в честь Савицкого Евгения Яковлевича (1910—1990) — советского военного лётчика, военачальника и маршала авиации.

## Описание
На улице числится 62 здания, которые имеют индекс — 117148, почтовое отделение которого, расположено на улице Брусилова, 17. На ней находятся 1, 3, 4, 5, 7, 10, 14, 15, 17-этажные дома типов П-46М, П-44Т.

## Здания и организации

#### По нечётной стороне
- Южный лед (дом 7)
- Владимирская церковь (не имеет номера, находится напротив домов № 22 и № 24)[8]

#### По чётной стороне
- Щербинский районный суд города Москвы (дом 2)
- ГБОУ г. Москвы, школа № 2109 "Олимп" (дом 6, корпус 4)
- магазин "Пятерочка " -Савицкого 6А
- ГБОУ школа 2109 "Подсолнух" дет.сад ,ясли-Савицкого 14
- Детский сад № 2708 (дом 18)
- Московский городской совет ветеранов-дом 18
- Детский сад № 2687 (дом 22, корпус 3)
- Щербинский отдел социальной защиты населения Управления социальной защиты населения Троицкого и Новомосковского административных округов города Москвы (дом 26, корпус 1, этаж 1)
- ГБОУ школа № 2109, дошкольное отделение «Фантазия» (дом 26, корпус 3)
- ГБОУ  г.Москвы, школа № 2109  "Ника" (дом 26, корпус 4)
- МФЦ Южное Бутово (дом 28)
- ГБОУ школа № 2109, дошкольное отделение «Теремок» (дом 30, корпус 2)[9]

## Транспорт

#### Станции метро
- Бульвар Адмирала Ушакова (4,93 км)
- Улица Скобелевская (4.94 км)
- Улица Горчакова (4,99 км)
- 9 Бульвар Дмитрия Донского
- 9 Аннино

#### Железнодорожные станцииМЦД - 2
- Щербинка (1,04 км)
- Бутово (3,96 км)[10]

#### ОстановкиМосковского общественного транспорта
На улице имеются 5 остановки транспорта — улица Маршала Савицкого, Ледовый дворец, улица Маршала Савицкого, 22 и Центр Госуслуг, а также одна закрытая — Автостоянка

##### Улица Маршала Савицкого:[11]
| С53: | 2-й микрорайон Южного Бутова · Улица Скобелевская · Бульвар Дмитрия Донского —-МЦД Бутово -'Улица Маршала Савицкого' · Молодцовский проезд |

| 737: | 5-й микрорайон Северного Бутова · Бульвар Дмитрия Донского · Бутово · Улица Маршала Савицкого · Молодцовский проезд |

| 860: | Милицейский посёлок · Улица Маршала Савицкого · Щербинка |

| е99 -экспресс: | Улица Академика Янгеля · Аннино · Улица Маршала Савицкого · Захарьино |

288: Брусилова- МЦД Щербинка-м.Бунинская аллея-Коммунарка
| Маршрутка 1142: | Бульвар Дмитрия Донского · Улица Маршала Савицкого · Бульвар Дмитрия Донского |

##### Ледовый Дворец:[12]
948: ул.Коктебельская-м.Бульвар Д.Донского-Савицкого-Брусилова
| с53: | 2-й микрорайон Южного Бутова · Улица Скобелевская · Бульвар Дмитрия Донского · Ледовый Дворец · Молодцовский проезд |

е91-экспресс: Коктебельская ул.-м Бульвар Д.Донского-Брусилова-Савицкого
| 737: | 5-й микрорайон Северного Бутова · Бульвар Дмитрия Донского · Бутово · Ледовый Дворец · Молодцовский проезд |

| 860: | Милицейский посёлок · Ледовый дворец · Щербинка |

935: МЦД Бутово-поликлиника-Брусилова-Савицкого
| е99: | Улица Академика Янгеля · Аннино · Ледовый Дворец · Захарьино |

А также остальные 2 остановки, на которых ходят такие же номера транспорта.